# 이재훈 (패션 디자이너)
이재훈(1984년 3월 28일 ~ )은 대한민국의 패션 디자이너로, 방송 프로젝트 런웨이 코리아 시즌2의 출연자이다.